# Gully McGrath
Gulliver "Gully" William McGrath (Melbourne, 15 de Agosto de 1998) é um ator mirim australiano.
McGrath interpretou Charlie na corrida australiana crime série. Ele também estrelou como o personagem-título do Menino produção Melbourne Theatre Company Pobre ao lado de Guy Pearce e Abi Tucker. Recentemente, McGrath interpretou David Collins em Dark Shadows (filme), estrelado por Chloë Grace Moretz e Johnny Depp, lançado em maio de 2012. Ele também vai interpretar Tad Lincoln, em conjunto, de Steven Spielberg Lincoln para o final de 2012.
Ele nasceu e foi criado em Melbourne, na Austrália, e também passou um tempo em Birmingham, Reino Unido. Sua mãe, Heidi Chapman, é um neurocientista, e seu pai, Craig, é um anestesista.

## Filmes
| Ano  | Filme             | Papel                  | Notas            |
| ---- | ----------------- | ---------------------- | ---------------- |
| 2009 | The Wake          | Charles                | as Gully McGrath |
| 2009 | The Loved Ones    | Keir Willis aos 8 anos | as Gully McGrath |
| 2010 | The Long Night    | Luke                   | Curta-Metragem   |
| 2011 | Hugo              | Tabard (criança)       |                  |
| 2012 | Dark Shadows      | David Collins          |                  |
| 2012 | Lincoln           | Tad Lincoln            |                  |
| 2015 | The Voices        | Jerry adolescente      |                  |
| 2016 | Boys in the Trees | Jonah                  |                  |

## Televisão
| Ano  | Série | Papel   | Nota                  |
| ---- | ----- | ------- | --------------------- |
| 2008 | Rush  | Charlie | 1 Série: 12 Episódios |

## Teatro
| Ano  | Peça     | Papel | Nota           |
| ---- | -------- | ----- | -------------- |
| 2008 | Poor Boy |       | Main character |

## Prêmios e indicações
| Ano  | Prêmio             | Categoria                                         | Trabalho     | Resultado |
| ---- | ------------------ | ------------------------------------------------- | ------------ | --------- |
| 2013 | Young Artist Award | Melhor Ator Coadjuvante nova em um Longa-Metragem | Dark Shadows | Indicado  |